# Cristóbal de Molina el almagrista
Cristóbal de Molina (Leganiel, 1494 – Santiago del Cile, 1580) è stato un religioso e scrittore spagnolo.
Il soprannome di "el almagrista" o quello di "el cileno" è stato affibbiato a Cristóbal de Molina dagli storici moderni per distinguerlo da un suo omonimo contemporaneo, chiamato invece "el cuzqueno", anche lui religioso e anche lui scrittore di cose degli Inca e, per di più, vissuto nella stessa epoca.

## Biografia
Molina, il cui padre era un tal Mateo Hernández e la madre una certa Catalina Sánchez, acquisiti gli ordini religiosi si recò, dapprima, nelle Fiandre e successivamente in Italia. Nel 1532 passò nelle Americhe e si stabilì per un certo tempo a Santo Domingo e a Panama per poi recarsi, nel 1535, nel Perù da poco conquistato.
Superò alcune traversie che lo costrinsero a tornare a Panamá e l'anno successivo tornò nella terra degli Inca per unirsi stabilmente a Diego de Almagro con cui avrebbe condiviso le esperienze della spedizione cilena.
L'avventura nelle terre meridionali del continente sudamericano avrebbe impressionato negativamente Molina per le crudeltà verso gli indigeni che, incapace di contrastare, avrebbe comunque ampiamente denunciato.
Nel 1537 era curato della parrocchia del Sagrario di Lima e nel 1552 scrisse la cronaca che lo avrebbe reso famoso e nella quale avrebbe dato libero sfogo alle lacerazioni che avevano turbato la sua coscienza.
Successivamente tornò in Cile con la spedizione di García Hurtado de Mendoza e ivi restò, evangelizzando gli indigeni, fino alla sua morte che sopravvenne nel 1580 quando già aveva la considerevole età di 84 anni.

## Le opere
La sua relazione ha un titolo molto lungo, ma solitamente è riportata come "Conquista y población del Pirú; fundación de algunos pueblos; relación de muchas cosas acaecidas en el Pirú."
Il manoscritto, datato 1552, è anonimo e solo recentemente gli esperti di storia inca si sono trovati d'accordo per attribuirlo a Cristóbal de Molina.
In effetti altri due religiosi si erano recati in Cile con Almagro e avrebbero potuto essere i relatori della sua spedizione, ma uno era morto prima del 1552 e l'altro non era accreditato per competenze letterarie.
La storia che vi è rappresentata prende inizio dalla prima comparsa degli spagnoli in Perù ed esamina tutti gli aspetti della conquista soffermandosi in particolar modo sulle vicende di Atahuallpa.
Prosegue con la spedizione nelle terre di Quito e si distingue, dalle altre cronache del tempo, per la quantità di notizie che trascrive sulle crudeltà esercitate verso gli indigeni.
Questa della denuncia delle vessazione verso i nativi è la caratteristica principale dell'opera di Molina che sembra aver usato i fatti storici che racconta come cornice per descrivere le crudeltà dei suoi compatrioti, tanto che Las Casas ebbe a chiamare la sua opera «Conquista y población o mejor destruición del Perú».
Proseguendo nel suo racconto, Molina narra diffusamente le vicende di Manco II e le sue difficoltà, sia con gli spagnoli sia con i suoi rivali indigeni del Cuzco, per poi accingersi a relazionare i suoi lettori sulla spedizione verso le terre del Cile. Non prima, però, di aver esaminato con acutezza gli aspetti della civiltà inca come gli si presentavano e di aver fornito notizie, assai interessanti, sulle leggende e la storia della etnia dominante.
Infine, è il racconto della campagna cilena che domina la scena, con le terribili difficoltà degli spagnoli attraverso le Ande innevate e le contrade deserte, ma, anche e soprattutto, con la tragedia degli indigeni che li accompagnavano incatenati come portatori e falcidiati a migliaia.
Molina ci tramanda anche notizie originali come quella del ritrovamento di un profugo spagnolo, tale Barrientos, che aveva preferito inoltrarsi, da solo, in Cile, piuttosto che affrontare i suoi compatrioti che, al Cuzco, lo avevano condannato al taglio degli orecchi.
La relazione prosegue con il ritorno in Perù, dove era scoppiata la ribellione di Manco e, dopo la conquista del Cuzco da parte di Diego de Almagro, si conclude con l'inizio delle ostilità tra questi e Francisco Pizarro.
Esiste anche un'altra opera di Molina che è andata perduta. Si tratta di una mappa disegnata dal religioso che comprendeva la strada tra Tumbez e il Rio Maule, l'estremo confine dell'impero inca al sud del continente. Sappiamo che è stata inviata, da Lima, al Re di Spagna, ma ne è scomparsa ogni traccia.

## Edizioni moderne
- in Colección de libros y documentos referentes a la Historia del Perú. Vol. I, Lima 1916
- in Biblioteca de Autores Españoles (Colección Rivadeneira) Tomo CCIX, Pagg. 57-102, Madrid 1966